# Ruschsand (Schiff)
Die Ruschsand ist ein Mehrzweckschiff des Wasserstraßen- und Schifffahrtsamtes Weser-Jade-Nordsee.

## Geschichte
Das Schiff wurde im Januar 2008 von der Fachstelle Maschinenwesen Nord für das damalige Wasser- und Schifffahrtsamt Bremerhaven bestellt. Es wurde unter der Baunummer 4000 auf der Fassmer-Werft in Berne/Motzen gebaut. Das Schiff wurde am 2. Dezember 2009 am Bau- und Tonnenhof des Wasser- und Schifffahrtsamtes Bremerhaven getauft und anschließend in Dienst gestellt. Taufpatin war Stephanie Weber, Ehefrau des stellvertretenden Leiters des Wasser- und Schifffahrtsamtes.
Die Baukosten des Schiffes in Höhe von rund 4,75 Mio. Euro wurden aus dem Haushalt des Bundesministeriums für Verkehr, Bau und Stadtentwicklung (BMVBS) gezahlt.
Das Schiff basiert auf den für verschiedene Wasserstraßen- und Schifffahrtsämter gebauten Seezeichenschiffen des Fassmer-Entwurfs BL 20 und BL 21. Namensgeber ist die nördlich von Berne liegende Weserinsel, heute Bestandteil der Weserdeicher Sände.

## Einsatz
Das als Binnenschiff gebaute Fahrzeug wird für Arbeits-, Aufsichts- und Kontrollfahrten sowie Transport- und Versorgungsfahrten auf der Unterweser bis zur Seegrenze bei Bremerhaven eingesetzt. Weiterhin dient es als Schubboot und kann mit einer Schlickegge für das Räumen der Bauhäfen und Nebengewässer ausgerüstet und für das Aussetzen und Bergen kleiner Schifffahrtszeichen eingesetzt werden.
Das Schiff ist in Brake am Stützpunkt Klippkanne der Außenstelle Blexen des Wasserstraßen- und Schifffahrtsamtes stationiert.

## Technische Daten und Ausstattung
Das Schiff wird von zwei MAN-Dieselmotoren (Typ: D2876 LE 403) mit einer Leistung von jeweils 331 kW angetrieben. Die Motoren wirken jeweils über ein Schiffswende- und Untersetzungsgetriebe auf einen Festpropeller. Im Bug des Schiffes befindet sich eine Querstrahlsteueranlage.
Für die Stromversorgung sind zwei Volvo-Dieselgeneratoren mit einer Leistung von jeweils 92 kW verbaut. Einer der beiden Generatoren ist mit einem Wabenkühler versehen, um die Energieversorgung an Bord auch beim Trockenfallen des Schiffes sicherzustellen.
Das Schiff verfügt über drei Decks. Das Ruderhaus befindet sich im Vorschiffsbereich auf dem erhöhten Backdeck. Unter dem Backdeck befinden sich Räume für die Besatzung mit drei Notkojen. Hinter dem Ruderhaus befindet sich das offene Arbeitsdeck mit einem Hydraulikkran auf der Steuerbordseite. Der Kran verfügt über eine Traglast von 1,2 t bei maximaler Ausladung von 10,67 m.
Am Heck kann mit Hilfe des Kranes eine Heckaussetzvorrichtung installiert werden. Mit ihr können Unterwasserarbeitsgeräte, wie z. B. eine Schlickegge, ins Wasser gelassen werden. Für den Schleppbetrieb befindet sich eine Seilführungsrolle im Schanzkleid. Auf dem Arbeitsdeck befindet sich auch ein Schlepphaken. Das Schiff ist mit einem Vermessungslot ausgestattet.
Für den Einsatz als Schubboot ist das Schiff im Vorschiffsbereich mit einer Schubbühne mit zwei Schubschultern versehen. Auf dem Vordeck befinden sich zwei Handkoppelwinden, auf halber Länge des Schiffes auf jeder Seite ein Koppelpoller.

### Decksprahm
Zum Schiff gehört ein Decksprahm, der von der Schiffswerft Bolle in Neuderben gebaut wurde. Die Baukosten des Prahms, der am 12. August 2009 in Brake in Dienst gestellt wurde, betrugen 1,5 Mio. Euro. 
Der Decksprahm ist 30,25 m lang, 8,70 m breit und 2,10 m hoch. Der Tiefgang beträgt 1,20 m. Die Wasserverdrängung des leeren Prahms beträgt 132 t, die Ladekapazität 80 t. Der Prahm ist mit zwei Ankerpfählen ausgerüstet, mit denen er bis zu einer Wassertiefe von 9,5 m verankert werden kann. Am Heck befinden sich ein kleines Ruderhaus und eine Doppelruderanlage sowie ein Aufenthaltsraum in einem Decksaufbau. Hier befindet sich auch der Hilfsmaschinenraum mit zwei Hilfsdieselaggregaten, die einen Generator mit einer elektrischen Leistung von 21 kW bzw. 26 kVA antreiben. Am Bug verfügt der Prahm über eine Auffahrrampe, über die rollendes Gerät an Bord gebracht werden kann. Die Rampe kann mit bis zu 40 t belastet werden. An Deck befindet sich ein Hydraulikkran mit einer Nutzlast von 1,3 t bei 12,15 m Ausladung.
Für den Schubbetrieb ist der Prahm am Achterschiff mit einer aus einer Schubschulter und einem Seil-Koppelsystem mit zwei Seilwinden bestehenden Subeinrichtung versehen.